# Scratch My Back (film 1920)
Scratch My Back è un film muto del 1920 diretto da Sidney Olcott.

## Produzione
Il film fu prodotto dall'Eminent Authors Pictures Inc.
Venne girato negli studi The Lot, al 1041 di N. Formosa Avenue, a West Hollywood,.

## Distribuzione
Distribuito dalla Goldwyn Distributing Company, il film venne presentato in prima a New York il 4 giugno 1920, uscendo poi nelle sale cinematografiche USA il 19 giugno.
Non si conoscono copie ancora esistenti della pellicola che viene ritenuta presumibilmente perduta.